# Ernest Meyer
Ernest Victor Meyer (Saumur, 15 de febrero de 1865-Givry, 28 de junio de 1919) fue un jinete francés que compitió en la modalidad de salto ecuestre. Participó en los Juegos Olímpicos de Estocolmo 1912, obteniendo una medalla de plata en la prueba por equipos.

## Palmarés internacional
| Juegos Olímpicos | Juegos Olímpicos   | Juegos Olímpicos | Juegos Olímpicos |
| Año              | Lugar              | Medalla          | Categoría        |
| ---------------- | ------------------ | ---------------- | ---------------- |
| 1912             | Estocolmo (Suecia) | Medalla de plata | Por equipos      |